# Grand Prix Singapuru 2016
Grand Prix Singapuru 2016 (oficiálně 2016 Formula 1 Singapore Airlines Singapore Grand Prix) se jela na trati Marina Bay Street Circuit v Singapuru dne 18. září 2016. Závod byl patnáctým v pořadí v sezóně 2016 šampionátu Formule 1.

## Kvalifikace
| Poř.                        | No. | Jezdec            | Konstruktér               | Časy v kvalifikaci | Časy v kvalifikaci | Časy v kvalifikaci | Pořadí na startu |
| Poř.                        | No. | Jezdec            | Konstruktér               | Q1                 | Q2                 | Q3                 | Pořadí na startu |
| --------------------------- | --- | ----------------- | ------------------------- | ------------------ | ------------------ | ------------------ | ---------------- |
| 1                           | 6   | Nico Rosberg      | Mercedes                  | 1:45.316           | 1:43.020           | 1:42.584           | 1                |
| 2                           | 3   | Daniel Ricciardo  | Red Bull Racing-TAG Heuer | 1:44.255           | 1:43.933           | 1:43.115           | 2                |
| 3                           | 44  | Lewis Hamilton    | Mercedes                  | 1:45.167           | 1:43.471           | 1:43.288           | 3                |
| 4                           | 33  | Max Verstappen    | Red Bull Racing-TAG Heuer | 1:45.036           | 1:44.112           | 1:43.328           | 4                |
| 5                           | 7   | Kimi Räikkönen    | Ferrari                   | 1:44.964           | 1:44.159           | 1:43.540           | 5                |
| 6                           | 55  | Carlos Sainz Jr.  | Toro Rosso-Ferrari        | 1:45.499           | 1:44.493           | 1:44.197           | 6                |
| 7                           | 26  | Daniil Kvjat      | Toro Rosso-Ferrari        | 1:45.291           | 1:44.475           | 1:44.469           | 7                |
| 8                           | 27  | Nico Hülkenberg   | Force India-Mercedes      | 1:46.081           | 1:44.737           | 1:44.479           | 8                |
| 9                           | 14  | Fernando Alonso   | McLaren-Honda             | 1:45.373           | 1:44.653           | 1:44.553           | 9                |
| 10                          | 11  | Sergio Pérez      | Force India-Mercedes      | 1:45.204           | 1:44.703           | 1:44.582           | 17               |
| 11                          | 77  | Valtteri Bottas   | Williams-Mercedes         | 1:46.086           | 1:44.740           |                    | 10               |
| 12                          | 19  | Felipe Massa      | Williams-Mercedes         | 1:46.056           | 1:44.991           |                    | 11               |
| 13                          | 22  | Jenson Button     | McLaren-Honda             | 1:45.262           | 1:45.144           |                    | 12               |
| 14                          | 21  | Esteban Gutiérrez | Haas-Ferrari              | 1:45.465           | 1:45.593           |                    | 13               |
| 15                          | 8   | Romain Grosjean   | Haas-Ferrari              | 1:45.609           | 1:45.723           |                    | 20               |
| 16                          | 9   | Marcus Ericsson   | Sauber-Ferrari            | 1:46.427           | 1:47.827           |                    | 14               |
| 17                          | 20  | Kevin Magnussen   | Renault                   | 1:46.825           |                    |                    | 15               |
| 18                          | 12  | Felipe Nasr       | Sauber-Ferrari            | 1:46.860           |                    |                    | 16               |
| 19                          | 30  | Jolyon Palmer     | Renault                   | 1:46.960           |                    |                    | 18               |
| 20                          | 94  | Pascal Wehrlein   | MRT-Mercedes              | 1:47.667           |                    |                    | 19               |
| 21                          | 31  | Esteban Ocon      | MRT-Mercedes              | 1:48.296           |                    |                    | 21               |
| 22                          | 5   | Sebastian Vettel  | Ferrari                   | 1:49.116           |                    |                    | 22               |
| 107 % času vítěze: 1:51.552 |     |                   |                           |                    |                    |                    |                  |
| Zdroj:                      |     |                   |                           |                    |                    |                    |                  |

Poznámky
1. ↑  Sergio Pérez obdržel trest posunu o 8 míst vzad - 5 míst kvůli nedostatečnému zpomalení během žlutých vlajek a 3 místa za předjetí Estebana Gutiérreze během žlutých vlajek.
2. ↑  Romain Grosjean obdržel trest posunu o 5 míst vzad kvůli neplánované výměně převodovky.
3. ↑  Sebastian Vettel obdržel trest posunu o 25 míst vzad - 5 míst kvůli neplánované výměně převodovky a 20 míst za překročení počtu povolených pohonných jednotek.

## Závod
| Poř.   | No. | Jezdec            | Konstruktér               | Počet kol | Čas/Odstoupení | Pořadí na startu | Body |
| ------ | --- | ----------------- | ------------------------- | --------- | -------------- | ---------------- | ---- |
| 1      | 6   | Nico Rosberg      | Mercedes                  | 61        | 1:55:48.950    | 1                | 25   |
| 2      | 3   | Daniel Ricciardo  | Red Bull Racing-TAG Heuer | 61        | +0.488         | 2                | 18   |
| 3      | 44  | Lewis Hamilton    | Mercedes                  | 61        | +8.038         | 3                | 15   |
| 4      | 7   | Kimi Räikkönen    | Ferrari                   | 61        | +10.219        | 5                | 12   |
| 5      | 5   | Sebastian Vettel  | Ferrari                   | 61        | +27.694        | 22               | 10   |
| 6      | 33  | Max Verstappen    | Red Bull Racing-TAG Heuer | 61        | +1:11.197      | 4                | 8    |
| 7      | 14  | Fernando Alonso   | McLaren-Honda             | 61        | +1:29.198      | 9                | 6    |
| 8      | 11  | Sergio Pérez      | Force India-Mercedes      | 61        | +1:51.062      | 17               | 4    |
| 9      | 26  | Daniil Kvjat      | Toro Rosso-Ferrari        | 61        | +1:51.557      | 7                | 2    |
| 10     | 20  | Kevin Magnussen   | Renault                   | 61        | +1:59.952      | 15               | 1    |
| 11     | 21  | Esteban Gutiérrez | Haas-Ferrari              | 60        | +1 kolo        | 13               |      |
| 12     | 19  | Felipe Massa      | Williams-Mercedes         | 60        | +1 kolo        | 11               |      |
| 13     | 12  | Felipe Nasr       | Sauber-Ferrari            | 60        | +1 kolo        | 16               |      |
| 14     | 55  | Carlos Sainz Jr.  | Toro Rosso-Ferrari        | 60        | +1 kolo        | 6                |      |
| 15     | 30  | Jolyon Palmer     | Renault                   | 60        | +1 kolo        | 18               |      |
| 16     | 94  | Pascal Wehrlein   | MRT-Mercedes              | 60        | +1 kolo        | 19               |      |
| 17     | 9   | Marcus Ericsson   | Sauber-Ferrari            | 60        | +1 kolo        | 14               |      |
| 18     | 31  | Esteban Ocon      | MRT-Mercedes              | 59        | +2 kola        | 21               |      |
| Ret    | 22  | Jenson Button     | McLaren-Honda             | 43        | Brzdy          | 12               |      |
| Ret    | 77  | Valtteri Bottas   | Williams-Mercedes         | 35        | Přehřátí       | 10               |      |
| Ret    | 27  | Nico Hülkenberg   | Force India-Mercedes      | 0         | Kolize         | 8                |      |
| DNS    | 8   | Romain Grosjean   | Haas-Ferrari              | 0         | Brzdy          | —                |      |
| Zdroj: |     |                   |                           |           |                |                  |      |

## Průběžné pořadí po závodě
- Tučně jsou vyznačeni jezdci a týmy se šancí získat titul v Poháru jezdců nebo konstruktérů.

Pohár jezdců
|   | Pořadí | Jezdec           | Body |
| - | ------ | ---------------- | ---- |
| 1 | 1      | Nico Rosberg     | 273  |
| 1 | 2      | Lewis Hamilton   | 265  |
|   | 3      | Daniel Ricciardo | 179  |
|   | 4      | Sebastian Vettel | 153  |
|   | 5      | Kimi Räikkönen   | 148  |

Pohár konstruktérů
|   | Pořadí | Konstruktér               | Body |
| - | ------ | ------------------------- | ---- |
|   | 1      | Mercedes                  | 538  |
|   | 2      | Red Bull Racing-TAG Heuer | 316  |
|   | 3      | Ferrari                   | 301  |
| 1 | 4      | Force India-Mercedes      | 112  |
| 1 | 5      | Williams-Mercedes         | 111  |